# Porto das Pontas
O Porto das Pontas é uma instalação portuária portuguesa, localizada no local das Ponta Negras, freguesia das Ribeiras, concelho das Lajes do Pico, ilha do Pico, arquipélago dos Açores.
Esta instalação portuária é principalmente utilizada para fins piscatórios e de recreio.